# Бодянський Євгеній Володимирович
Бодянський Євгеній Володимирович (нар. 15 вересня 1949, м. Харків) — український науковець в галузі обчислювального інтелекту і теорії інформації, доктор технічних наук, професор кафедри штучного інтелекту Харківського національного університету радіоелектроніки.

## Біографія
Євгеній Бодянський народився 15 вересня 1949 року в місті Харків, УРСР.
Після закінчення у 1971 році Харківського інституту радіоелектроніки отримав спеціальність інженера, а з 1974 року почав працювати на посаді інженера на кафедрі автоматики Харківського інституту радіоелектроніки.
У період з 1974 по 1976 роки був молодшим науковим співробітником кафедри.
Вже з 1977 року — став старшим науковим співробітником Проблемної науково-дослідної лабораторії автоматизованих систем управління. На цій посаді Євгеній Бодянський пропрацював до 1983 року.
У 1979 році він захистив кандидатську дисетрацію спеціальності технічна кібернетика і теорія інформації.
З 1983 по 1991 — Євгеній Бодянський завідував відділом Проблемної науково-дослідної лабораторії автоматизованих систем управління, а зараз обіймає посаду керівника цієї лабораторії.
У 1990 році на базі Харківського політехнічного інституту ним була захищення докторська дисертації зі спеціальності керування в технічних системах.
З 1991 по 1992 р. він був головним науковим співробітником проблемної лабораторії, а з 1992 й до сьогодні Євгеній Бодянський працює професором кафедри технічної кібернетики (з 1999 року — кафедра штучного інтелекту) Харківського національного університету радіоелектроніки.

## Наукові інтереси
У сферу наукових інтересів Євгенія Бодянського входять гібридні системи обчислювального інтелекту, Data Stream Mining, Big Data, Deep Learning, Evolving Systems тощо. Він є засновником наукової школи з напряму гібридних систем обчислювального інтелекту для аналізу даних, обробки інформації та керування.
З 1985 року Євгеній Бодянський керівник Проблемної науково-дослідної лабораторії автоматизованих систем управління при Харківському інституті радіоелектроніки. Колективом школи були отримані індивідуальні та колективні гранти:
- 8 стипендій Кабінету Міністрів України для молодих вчених;
- 8 грантів на стажування у ФРН, Японії, Швейцарії, Чехії;
- 4 стипендії DAAD (ФРН);
- 3 стипендії по International Soros Science and Education Program;
- 2 премії Верховної Ради України для найталановитіших молодих учених і аспірантів;
- індивідуальні гранти на участь у міжнародних конференціях в країнах Європейського Союзу, Японії тощо.

Також він є членом спеціалізованої вченої ради Д 64.052.01 у ХНУРЕ.
За його керівництвом було захищено 9 докторських та 30 кандидатських дисертацій.
Євгеній Бодянський входить у редколегії журналів «International Journal of Infonomics», «International Journal of Artificial Intelligence and Expert Systems», «Біоніка інтелекту» та «АСУ та прилади автоматики», журналу «Радіоелектроніка. Інформатика. Управління» та міжвідомчого збірника «Адаптивні системи автоматичного керування».

## Міжнародна діяльність
Євгеній Бодянський є членом програмних комітетів наукових конференцій, що проводяться на теренах України та світу, зокрема:
- First International Conference on System Analysis & Intelligent Computing[12];
- International Conference «Advanced Computer Information Technologies»[13];
- Second International conference Data Stream Mining & Processing[14].

Також він був головою комітету міжнародної наукової конференції «IEEE International Conference on Data Stream Mining & Processing» у 2016, 2018 та 2020 роках. Зараз Євгеній Бодянський — IEEE Senior Member та член ITHEA International Scientific Society.
Серед журналів, що входять до баз Web of Science і Scopus, статті яких він рецензує, слід виділити:
- Information Science,
- Soft Computing,
- Applied Soft Computing,
- Neural Computing & Application Journal,
- Int. Journal of Uncertainty, Fuzziness and Knowledge-Based Systems,
- IEEE Trans. on Neural Networks[2].

## Творчий доробок
Євгенієм Бодянським опубліковано близько 560 наукових праць: 30 монографій й розділів у колективних монографіях, у тому числі, 6 навчальних посібників, 3 патенти, 36 авторських свідоцтв на винаходи.
Монографії:
- Bodyanskiy Ye., Kolodyazhniy V. Real-time identification and forecasting of chaotic time-series using hybrid systems of computational intelligence // In «Integration of Fuzzy Logic and Chaos Theory». Eds. by Zh. Li, W. A. Haland, C. Chen. Studies in Fuzziness and Soft Computing. — Berlin-Heidelberg-New York: Springer-Verlag. — V. 187. 2006. — P. 439—480. [Архівовано 12 листопада 2018 у Wayback Machine.] (англ.)
- Dolotov A., Bodyanskiy Ye. Analog-digital self-learning fuzzy spiking neural network in image processing problems // In «Image Processing». Ed. by Chen Y.-Sh. — Vukovar: In-The. 2009. — P. 357—380. [Архівовано 12 листопада 2018 у Wayback Machine.] (англ.)
- Bodyanskiy Ye., Gorshkov Ye., Kokshenev I., Kolodyazhniy V. Evolving fuzzy classification of non-stationary time series // In «Evolving Intelligent Systems: Methodology and Applications». Eds. by P. Angelov, D. Filev, N. Kasabov. — New York: John Wiley. 2010. — P.446—464. (англ.)
- Bodyanskiy Ye., Shafronenko A., Volkova V. Adaptive clustering of incomplete data using neuro-fuzzy Kohonen network // In «Artificial Intelligence Methods and Techniques for Business and Engineering Applications». Eds. by G. Setlak, M. Alexandrov, K. Markov. — Rzeszow-Sofia, ITHEA. 2012. — P.287—296. [Архівовано 12 листопада 2018 у Wayback Machine.] (англ.)
- Shafronenko A., Bodyanskiy Ye. Robust adaptive fuzzy clustering for data with missing values // Eds. By G. Setlak, K. Markov «Computational Models for Business and Engineering Domains». — Rzeszow-Sofia: ITHEA, 2014. — P. 34—43. (англ.)
- Tyshchenko O., Kopaliani D., Bodyanskiy Ye. The least squares support vector machine based on a neo-fuzzy neuron // Eds. By G. Setlak, K. Markov «Computational Models for Business and Engineering Domains». — Rzeszow-Sofia: ITHEA. 2014. — P. 44—51. [Архівовано 12 листопада 2018 у Wayback Machine.] (англ.)
- Bodyanskiy Ye., Vynokurova O., Pliss I., Peleshko D. Multilayer neuro-fuzzy system for solving on-line diagnostic tasks // Eds. by G. Setlak, K. Markov «Computational Models for Business and Engineering Domains». — Rzeszow-Sofia: ITHEA. 2014. — P. 52—59. [Архівовано 12 листопада 2018 у Wayback Machine.] (англ.)
- Bodyanskiy Ye., Tyshchenko O., Deineko A. Evolving neuro-fuzzy systems with kernel activation functions. Their adaptive learning for Data Mining tasks // Saarbruecken, Germany: LAP Lambert Academic Publishing. — 2015. — 64 p.
- Bodyanskiy Ye., Vynokurova O., Pliss I., Peleshko D., Rashkevych Yu. Hybrid generalized additive wavelet-neuro-fuzzy system and its adaptive learning // Dependability Engineering and Complex Systems. — Springer International Publishing, Switzerland. 2016. — P. 51—61. [Архівовано 12 листопада 2018 у Wayback Machine.]
- Bodyanskiy Ye., Vynokurova O., Pliss I., Mulesa P. Multilayer wavelet-neuro-fuzzy systems in dynamic data mining tasks // Ed. A. Casey «Soft Computing. Developments, Methods and Applications». — N. Y. : Nova Science Publishers, Inc., 2016. — P. 69—145.[недоступне посилання з червня 2019]
- Bodyanskiy Ye., Vynokurova O., Pliss I., Peleshko D. Hybrid adaptive systems of computational intelligence and their on-line learning in IT energy management tasks // Green IT Engineering: Concepts, Models, Complex Systems Architectures, Eds. by Vyacheslav Kharchenko, Yuriy P Kondratenko, Janusz Kacprzyk, Series: Studies in Systems, Decision and Control, Book 74, Publisher: Springer. — 2017. — P. 229—244. [Архівовано 17 червня 2018 у Wayback Machine.]
- Bodyanskiy Ye., Vynokurova O., Tyshchenko O. Hybrid wavelet-neuro-fuzzy systems of computational intelligence // Hassanien, Aboul Ella, and Tarek Gaber. «Handbook of Research on Machine Learning Innovations and Trends (2 Volumes)» IGI Global, May, 2017. — P. 787—825. [Архівовано 12 листопада 2018 у Wayback Machine.]
- Bodyanskiy Y., Vynokurova O., Pliss I., Peleshko D., Rashkevych Y. Deep stacking convex neuro-fuzzy system and its on-line learning // In: W. Zamojski e.a (eds). Advances in Dependability Engineering of Complex Systems. Advances in Intelligent Systems and Computing, vol.582, Springer Cham. — 2018. — P. 49—59.
- Setlak G., Bodyanskiy Y., Pliss I., Vynokurova O., Peleshko D., Kobylin I. Adaptive fuzzy clustering of multivariate short time series with unevenly distributed observations based on matrix neuro-fuzzy self-organizing network // Advances in Intelligent Systems and Computing, 643. — 2018. — P. 308—315.
- Bodyanskiy Y.V., Tyshchenko O.K., Hu Z. A Multidimensional Adaptive Growing Neuro-Fuzzy System and Its Online Learning Procedure // Advances in Intelligent Systems and Computing, 689. — 2018. — P. 186—203.

Статті:
- Бодянский Е. В., Мулеса П. П., Перова И. Г., Винокурова Е. А. Диагностирующая нейро-фаззи-система и ее адаптивное обучение в задачах интеллектуальной обработки данных медико-биологических исследований // Системные технологии. — 2014. — 2 (91). — C. 125—135. [Архівовано 12 листопада 2018 у Wayback Machine.] (рос.)
- Бодянский Е. В., Дейнеко А. А., Дейнеко Ж. В., Турута А. П. Адаптивный метод комбинированного обучения-самообучения нейро-фаззи систем // Системные технологии. — 2014. — 2 (91). — C. 145—153. [Архівовано 12 листопада 2018 у Wayback Machine.](рос.)
- Bodyanskiy Ye. V., Kulishova N. E. Extended neo-fuzzy neuron in the task of images filtering // Радіоелектроніка, інформатика, управління. — 2014. № 1. — С. 112—119. [Архівовано 12 листопада 2018 у Wayback Machine.] (англ.)
- Бодянский Е. В., Винокурова Е. А., Мулеса П. П., Слипченко А. Н. Компрессия данных медицинского мониторинга с помощью гибридной системы вычислительного интеллекта // Нафтогазова енергетика. — 2014. — № 1 (21). — С. 129—134. (рос.)
- Бодянский Е. В., Винокурова Е. А., Пелешко Д. Д. Информационная технология кластеризации данных в условиях короткой обучающей выборки на основе ассоциативной вероятностной нейро-фаззи системы // Управляющие системы и машины. — 2014. — № 4. — С. 73—76. (рос.)
- Бодянський Є. В., Тищенко О. К., Копаліані Д. С. Багатовимірна каскадна нейро-фаззі система з оптимізацією пулу нейронів // Вісник НТУ «ХПІ». — 2014. — № 18 (1061). — С. 17—26. [Архівовано 12 листопада 2018 у Wayback Machine.]
- Bodyanskiy Ye., Mulesa P., Slipchenko O., Vynokurova O. Self-organizing map and its learning in the fuzzy clustering-classification tasks // Вісник НУ «Львівська політехніка». «Комп'ютерні науки та інформаційні технології». — 2014. — № 800. — С. 83—92. [Архівовано 12 листопада 2018 у Wayback Machine.] (англ.)
- Bodyanskiy Ye. V., Shafronenko A. Yu. Tables of data with gaps restoration using multivariate fuzzy extrapolation // Системні технології. — Дніпропетровськ, 2014. — 6 (95). — С. 11—17. [Архівовано 12 листопада 2018 у Wayback Machine.] (англ.)
- Bodyanskiy Ye. V., Deineko Sh. V., Deineko A. O., Shalamov M. O. Evolving hierarchical neural network for principal component analysis tasks and its adaptive learning // Системні технології. — Дніпропетровськ, 2014. — 6 (95). — С. 18—26. [Архівовано 12 листопада 2018 у Wayback Machine.] (англ.)
- Бодянський Є. В., Перова І. Г. Нечітка кластеризація біомедичних даних на основі BSB-нейро-фаззі-моделі // Наукові праці. — Вип. 238, Т. 250. — 2014. — С. 93—100. [Архівовано 12 листопада 2018 у Wayback Machine.]
- Бодянский Е. В., Дейнеко А. А., Куценко Я. В. Ядерная кластеризация на основе обобщенной регрессионной нейронной сети и самоорганизующейся карты Т. Кохонена // Інформаційно-керуючі системи на залізничному транспорті. Науково-технічний журнал. — 2015. — № 3. — C. 15—22. [Архівовано 12 листопада 2018 у Wayback Machine.] (рос.)
- Bodyanskiy Ye. V., Kulishova N. Ye. Nonconventional membership functions for images filtering using fuzzy peer group approach // Адаптивні системи автоматичного управління: міжвідомчий наук.-техн. Збірник. — 2015. — Вип. 1 (26). — С.3—8. [Архівовано 12 листопада 2018 у Wayback Machine.] (англ.)
- Бодянський Є. В., Дейнеко А. О., Дейнеко Ж. В., Шаламов М. О. Адаптивне навчання нейронної мережі опорних векторів найменших квадратів // Інформаційно-керуючі системи на залізничному транспорті. — 2015. — № 2. — С. 71—74.
- Бодянський Є. В., Винокурова О. А., Шкуро К. О., Татарінова Ю. Є. Гібридна узагальнена адитивна нейро-фаззі система в задачах прогнозування часових рядів за умов невизначеності // Вісник Національного університету «Львівська політехніка». Серія: комп'ютерні науки та інформаційні технології. — 2015. — № 826. — С. 80—86. [Архівовано 17 червня 2018 у Wayback Machine.]
- Бодянский Е. В., Перова И. Г. Нейро-фаззи система для задач обработки медицинских данных в ситуациях множества диагнозов // Бионика интеллекта. — 2015. — 2 (85). — С. 86—89. (рос.)
- Бодянский Е. В., Дейнеко А. А., Куценко Я. В. Ядерная самоорганизующаяся карта на основе радиально-базисной нейронной сети // Електротехнічні та комп'ютерні системи. — 2015. — № 20. — С. 97—105. (рос.)
- Бодянский Е. В., Винокурова Е. А., Кобылин И. О., Мулеса П. П. Робастная адаптивная идентификация нестационарных временних рядов с помощью ансамбля обучаемых гибридных адаптивных моделей // Управляющие системы и машины. — 2016. — № 5. — С. 76—83. [Архівовано 12 листопада 2018 у Wayback Machine.] (рос.)
- Бодянський Є. В., Винокурова Е. А., Мулеса П. П. Диагностирующая вэйвлет-нейро-фаззи-система с адаптивными вэйвлет-функциями принадлежности в задачах анализа многомерных данных // Управляющие машины и системы. — 2016. — № 2. — С. 34—40. [Архівовано 12 листопада 2018 у Wayback Machine.] (рос.)
- Бодянский Е. В., Дейнеко А. А., Заика А. А., Куценко Я. В. Нечеткая кластеризация потоков данных с помощью ЕМ-алгоритма на основе самообучения по Т. Кохонену // Прикладная радиоэлектроника. — 2016. — Том 15, № 1. — С. 80—83. [Архівовано 12 листопада 2018 у Wayback Machine.] (рос.)
- Бодянский Е. В., Самитова В. А. Возможностная нечеткая кластеризация массивов категориальных данных с использованием частотных прототипов и мер несходства // Бионика интеллекта. — 2016. — 1(82). — С. 72—75. (рос.)
- Bodyanskiy Ye., Deineko A., Shalamov M. Adaptive multilayer self-learning procedure for solving principal component analysis task // Електротехнічні і комп'ютерні системи. — 2017. — № 24(100). — С. 118—123. (англ.)

## Нагороди
- Заслужений діяч науки і техніки України (2024);

- Грамота Верховної Ради України (2010);
- нагрудний знак МОН України «Відмінник освіти України» (2004);
- нагрудний знак МОН України «За наукові досягнення» (2005);
- іменна стипендія та диплом Харківської обласної державної адміністрації ім. Проскури Г. Ф. в галузі технічних наук для видатних учених (2008);
- іменна стипендія та диплом Харківської облдержадміністрації у галузі науки в номінації «Інформатика та комп'ютерні науки» — стипендія ім. Свиридова В. В. для видатних науковців (2014);
- нагрудний знак МОН України «Василь Сухомлинський» (2014);
- знак «Винахідник СРСР» (1983);
- почесний знак «За досягнення» у зв'язку з 40-річчям ХНУРЕ;
- диплом переможця в конкурсі «ХНУРЕ — кращі за професією» у номінації «Лектор 2000/2001 навчального року»;
- диплом переможця в конкурсі «ХНУРЕ — кращі за професією» у номінації «Лектор профорієнтованих дисциплін» (2012)[2].